# Gerade (Erbe)
Die Gerade (später mit Anlehnung an Gerät auch das Gerade) ist im mittelalterlichen deutschen Recht ein Teil des Hausrates. Der entsprechende Ausdruck der jüngeren Rechtssprache ist Heiratsgut (Aussteuer).
Vom Ende des 5. Jahrhunderts erscheinen mahalareda in der Lex Burgundionum (51,4) und rhedo in der Lex Thuringorum von 802 und bedeuten dort Aussteuer der Braut.
Im hochmittelalterlichen Sachsenspiegel (Ssp LR I 24 § 3) ist die Gerade ein Sondervermögen, das der Ehefrau beim Tode des Ehemanns als Voraus zufällt. Beim Tod der Frau fällt die Gerade an die nächste weibliche Verwandte. Der Inhalt der Gerade wird in Geradekatalogen umschrieben, die allmählich immer weiter ausgedehnt wurden. Die genauen Gegenstände, die zur Gerade gehörten, wurden in den Grundherrschaften und Städten durch Statuten benannt, die regional unterschiedlich waren. Dieses Verfahren sicherte die Weitergabe von Gegenständen des weiblichen Bedarfs, wie Frauenkleider, Wäsche, Schmuck und Kleinvieh an die Töchter. In der Neuzeit geht die Gerade im Gesamtvermögen auf.
Bei der Witwengerade handelt es sich um Gegenstände aus dem Nachlass des Mannes, wie Vorräte, Hausrat, Lebensmittel, die der Frau aus der Ehe zugestanden wurden.
Vermögensanteile an Verwandte, die gemäß dem Sachsenspiegel ein Erbe bei Besitzantritt an andere Hausangehörige herauszugeben hatte, waren sogenannte Niftelanteile. Bei der Niftelgerade handelt es sich um ein den Töchtern oder dem sogenannten Spindelmagen, dem nächsten weiblichen Erben, vorbehaltenen Erbteil aus dem Nachlass einer Frau. Zumeist wurde die Niftelgerade, die in ihrem Wert nicht mit den Heergeräten vergleichbar war, bereits zu Lebzeiten durch Verkäufe umgangen.
Dieses auf dem Sachsenspiegel basierende Recht wurde in einigen Ländern bis in das 19. Jahrhundert praktiziert.
Heergewäte oder Hergewäte, auch Heergeweide, bezeichnet im mittelalterlichen deutschen Recht die Ausrüstung als Krieger, die als Sondererbfolge an den nächsten männlichen Verwandten vererbt wird.